# Natalia Sadova
Natalia Ivanovna Sadova (ryska: Наталья Ивановна Садова), född 15 juli 1972, Nizjnij Novgorod, Ryska SSR, Sovjetunionen rysk friidrottare (diskuskastare).
Sadova har tillhört eliten i diskus under 1990-talet och 2000-talet. Hon deltog vid sitt första större mästerskap vid VM i Göteborg 1995 då hon slutade femma. I VM-sammanhang har hon en andra plats från VM 2005 i Helsingfors och en tredje plats från VM 1997. Hennes främsta merit är OS-guldet i Athen 2004. Hon har även ett brons från OS i Atlanta 1996. Vidare blev hon silvermedaljör vid EM i München 1998.  
Vid VM 2001 i Edmonton vann hon ursprungligen guldet men fråntogs medaljen efter att ha haft för höga halter av koffein i kroppen. 2006 stängdes Sadova av i två år för dopning. Hon var tillbaka till Olympiska sommarspelen 2008 i Peking men tog sig inte vidare till finalen. 
Hennes personliga rekord från 1999 är 70,02.